# Sisyra nigra
Sisyra nigra – gatunek drapieżnego owada z rodziny okudlicowatych (Sisyridae). Jak u wszystkich przedstawicieli rodziny, rozwój larw tego gatunku odbywa się w środowisku wodnym.
W Polsce występuje lokalnie, w licznych populacjach rozprzestrzenionych na obszarze całego kraju.